# Jean-Baptiste Guittard
Pour les articles homonymes, voir Guittard.
Jean-Baptiste Guittard est un homme politique français né le 25 décembre 1737 à Bellemagny (Haut-Rhin) et décédé le 14 novembre 1811 au même lieu.

## Biographie
Militaire sous l'Ancien régime, il est capitaine au régiment d'infanterie d'Alsace puis capitaine de gendarmerie. 
Il est élu député du tiers-état du bailliage de Belfort aux états généraux de 1789. Il siège avec la majorité. 
Il est élu député suppléant à la Convention et n'est admis à siéger que le 5 floréal an III. Il passe le 21 vendémiaire an IV au Conseil des Anciens puis au Conseil des Cinq-Cents le 23 germinal an VI.

## Sources
- « Jean-Baptiste Guittard », dans Adolphe Robert et Gaston Cougny, Dictionnaire des parlementaires français, Edgar Bourloton, 1889-1891 [détail de l’édition]